# 솔캠
솔캠은 2023년에 개봉한 대한민국의 영화이다.

## 줄거리
태희는 혼자 백패킹을 떠난다. 산 정상에 올라 하룻밤을 묵으려고 했다. 그러나 보현을 만나고 왠지 모르는 위협을 느껴 한밤중에 산에서 내려오게 된다. 내려오는 길에 아영과 희순을 만나게 되고 다시 산을 올라 하루를 묵게 된다. 보현은 아영과 희순을 만나지만 어딘가 냉랭한 기운이 감돈다. 이상한 느낌이지만 크게 신경을 쓸 일은 아니다. 보현은 아영과 희순에게 모닥불을 피워주고 마시멜로까지 주겠다고 선의를 베푼다. 그런데 아영과 희순의 행동이 어딘가 이상하다. 보현의 핸드폰을 모닥불에 빠뜨리지 않나, 보현이 갖고 온 다트핀을 마음대로 던지는 등 보현에게 은근히 해를 끼친다. 보현은 점점 화가 쌓이지만 대수롭지 않게 넘기려고 한다. 그러나 아영과 희순은 자신의 잘못은 아랑곳하지 않고 마시멜로를 꼭 받아야겠다고 태연자약하게 요구한다. 인내심이 다다른 보현이 크게 화를 내자 희순이 손도끼로 보현의 다리를 부러뜨리고 경찰 신고까지 막는다. 이때 지영까지 나타나 보현을 괴롭힌다. 이 모든 것이 지영이 보현으로 인해 무고죄로 실형을 당하고 그에 따른 분풀이로 벌인 것이었다. 이러한 상황에서 태희는 지영의 처지를 이해하도록 강요 받는다. 하지만 태희는 반발하게 되고 지영의 일파는 태희까지 괴롭히게 된다. 태희는 탈출을 감행하지만, 다시 잡히고 보현과 함께 결박된다. 결국 보현은 희순이 던진 나이프에 눈을 맞게 되어 목숨이 위태롭게 된다. 보현이 죽은 줄 알았던 지영의 일파는 도망가고 태희는 아픈 몸을 이끌고 산에서 내려오게 되지만 다시 지영과 맞닥뜨리게 된다. 지영은 태희를 순순히 데려다 주며 자신의 주장을 합리화한다. 태희는 그런 지영을 보며 분노를 쏟아낸다. 아영과 희순은 보현을 뒤처리하기 위해 다시 산을 오르고 간신히 숨만 붙어 있던 보현이 그녀들에게 죽음을 당하려는 순간 죄수 호송 중에 탈출한 금수가 나타나 아영과 희순을 해한다. 보현은 금수에게 성폭행을 당하는 아영을 구해준다.

## 출연진
- 권세은 : 태희 역
- 남상원 : 보현 역
- 서해원 : 지영 역
- 전다솔 : 희순 역
- 임다혜 : 아영 역
- 최준영 : 금수 역

## 참고 사항
- 서해원은 MBC 일일드라마 《비밀과 거짓말》 이후로 5년 만에 재회하며 캐스팅 되었다.